# Acraea lutealba
Acraea lutealba är en fjärilsart som beskrevs av Eltringham 1912. Acraea lutealba ingår i släktet Acraea och familjen praktfjärilar. Inga underarter finns listade i Catalogue of Life.